# Tovariševo
Tovariševo (en serbe cyrillique : Товаришево ; en allemand : Towarisch ; en hongrois : Bácstóváros) est une localité de Serbie située dans la province autonome de Voïvodine. Elle fait partie de la municipalité de Bačka Palanka dans le district de Bačka méridionale. Au recensement de 2011, elle comptait 2 657 habitants.
Tovariševo est officiellement classé parmi les villages de Serbie.

## Géographie

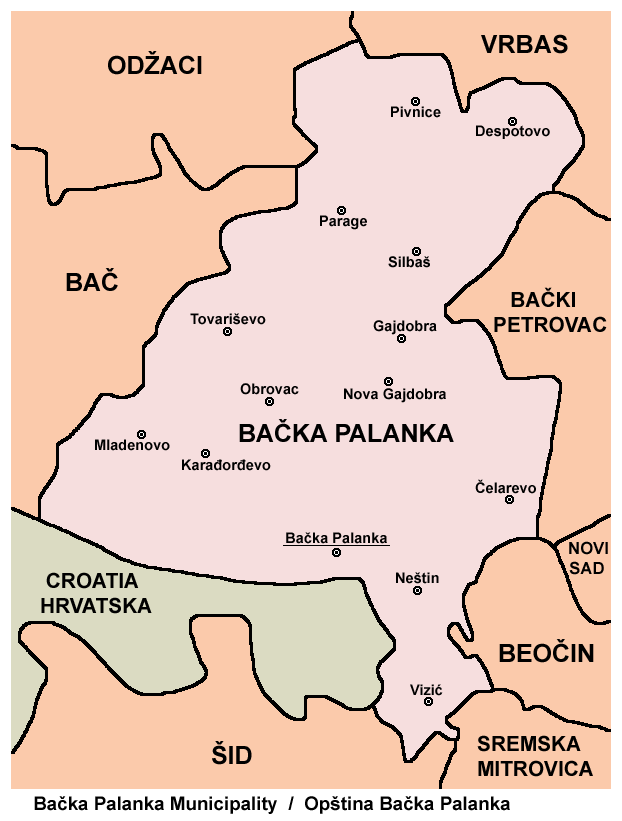
Localisation de Tovariševo dans la municipalité de Bačka Palanka

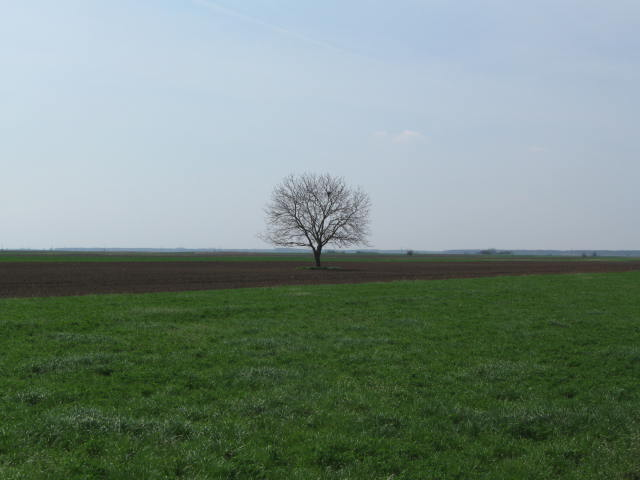
La région de Tovariševo

## Histoire
Tovariševo est mentionné pour la première fois en 1543. Après 1843, des populations germaniques vinrent s'installer dans le village à côté des Serbes. En 1882, ils y construisirent une grande église catholique consacrée à Saint Charles Borromée. En 1880, Tovariševo comptait 3 439 habitants, dont 2 281 Serbes et 844 Allemands ; en 1921, la population s'élevait à 3 875 habitants, dont 850 Allemands.
Après la Seconde Guerre mondiale, les Allemands furent expulsés.

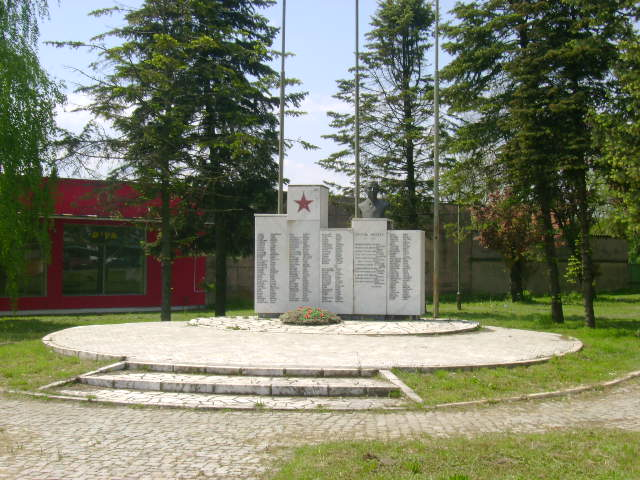
Le Monument aux soldats tombés au combat et aux victimes du fascisme

## Démographie

### Évolution historique de la population
| 1948  | 1953  | 1961  | 1971  | 1981  | 1991  | 2002  | 2011  |
| ----- | ----- | ----- | ----- | ----- | ----- | ----- | ----- |
| 3 639 | 3 755 | 3 581 | 3 381 | 3 297 | 3 043 | 3 101 | 2 657 |

|  |

### Données de 2002
Pyramide des âges (2002)
En 2002, l'âge moyen de la population était de 39,2 ans pour les hommes et de 41,9 ans pour les femmes.
Répartition de la population par nationalités (2002)
En 2002, les Serbes représentaient environ 83 % de la population ; le village possédait également une importante minorité rom (environ 9 %).

### Données de 2011
En 2011, l'âge moyen de la population était de 42,7 ans, 40,7 ans pour les hommes et 44,6 ans pour les femmes.

## Tourisme
L'église orthodoxe serbe Saint-Grégoire-de-Naziance est un monument culturel classé. L'église catholique Saint-Charles-Borromée a été construite en 1882. Deux monuments commémoratifs se trouvent sur le territoire du village, dont le Monument aux soldats tombés au combat et aux victimes du fascisme.

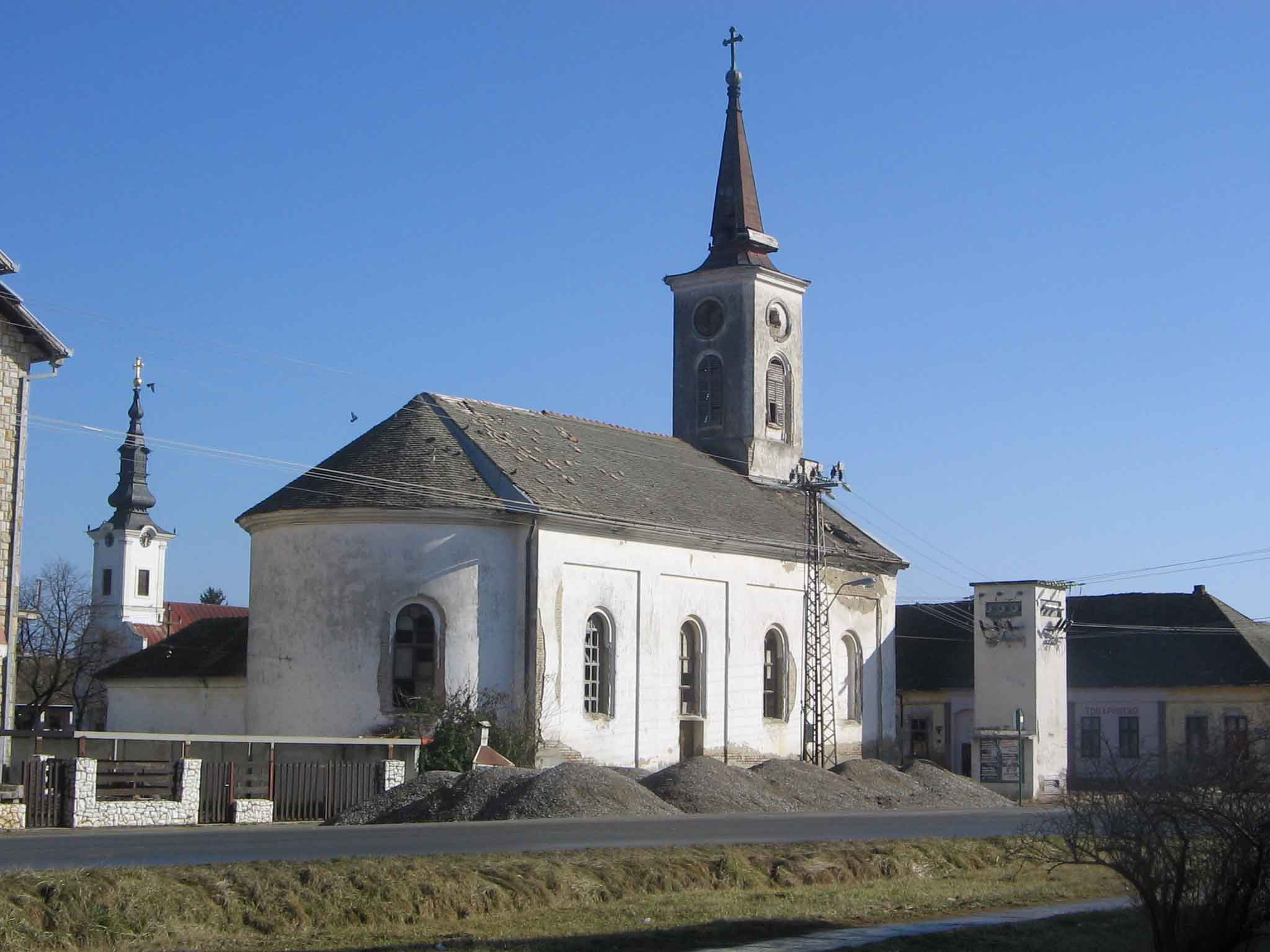
L'église catholique Saint-Charles-Borromée de Tovariševo